# Рогозино (Тверская область)
Рогозино — деревня в Торопецком районе Тверской области России. Входит в состав Плоскошского сельского поселения.

## История
На топографической карте Фёдора Шуберта, изданной в 1871 году обозначена деревня Рогозня.
На карте РККА 1923—1941 годов обозначена деревня Рогозино. Имела 9 дворов.
До 2005 года деревня входила в состав ныне упразднённого Краснополецкого сельского округа.

## География

### Расположение
Деревня расположена в северной части района. Находится в 52 километрах к северо-западу от районного центра Торопец и в 6 километрах к северу от центра сельского поселения, посёлка Плоскошь. Ближайший населённый пункт — деревня Дружево.

### Климат
Деревня, как и весь район, относится к умеренному поясу северного полушария и находится в области переходного климата от океанического к материковому. Лето с температурным режимом +15…+20 °С (днём +20…+25 °С), зима умеренно-морозная −10…−15 °С; при вторжении арктических воздушных масс до −30…-40 °С.
Среднегодовая скорость ветра 3,5—4,2 метра в секунду.

### Часовой пояс
Деревня Рогозино, как и вся Тверская область находится в часовой зоне МСК (московское время). Смещение применяемого времени относительно UTC составляет +3:00.

## Население
| 2010 |
| ---- |
| 1    |